# Giraldo de Merlo
Giraldo de Merlo, né vers 1574 et mort en 1620 ou 1629 à Tolède, est un sculpteur espagnol.

## Biographie
D'origine inconnue, né vers 1574, il est l'un des sculpteurs les plus actifs de Tolède pendant la transition entre la Renaissance et l'époque baroque.
L'une de ses premières œuvres importantes est le retable principal du monastère dominicain de San Pedro Mártir à Tolède, de 1608 à 1613. Il a réalisé en 1612 des sculptures en marbre pour les Carmélites d'Avila, les retables majeurs des cathédrales de Ciudad Real et de Sigüenza en 1610, plusieurs sculptures à Tolède, ainsi que le retable majeur de la basilique du monastère royal de Santa María de Guadalupe dans la province de Cáceres en 1617.
Giraldo de Merlo meurt en 1620 ou en 1629 à Tolède.

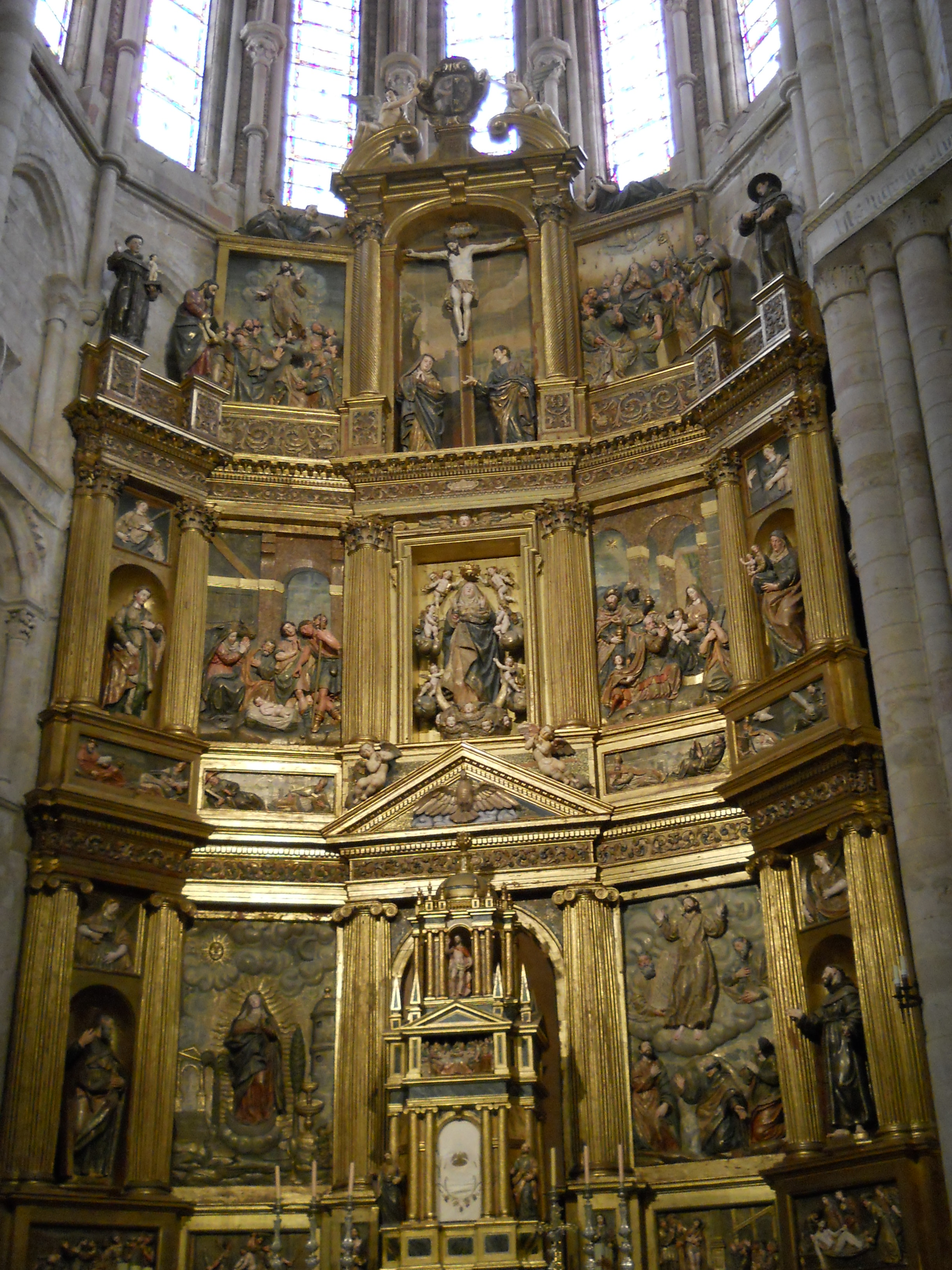
Retable majeur de la cathédrale de Sigüenza.